# Liriomyza latipalpis
Liriomyza latipalpis är en tvåvingeart som beskrevs av Friedrich Georg Hendel 1920. Liriomyza latipalpis ingår i släktet Liriomyza och familjen minerarflugor.
Artens utbredningsområde är Tyskland. Arten är reproducerande i Sverige. Inga underarter finns listade i Catalogue of Life.